# Betsy Arakawa
Betsy Machiko Arakawa Hackman (Honolulu, 15 de diciembre de 1959-Santa Fe, c. 12 de febrero de 2025) fue una pianista clásica y empresaria estadounidense. Nació en Hawaii, actuó junto a la Orquesta Sinfónica de Honolulu a los once años y más tarde trabajó para el programa de televisión Card Sharks como asistente de producción. Conoció a Gene Hackman en la década de 1980, se casó con él en 1991 y colaboró con sus novelas. En 2001, cofundó una tienda de ropa de cama y muebles para el hogar en Santa Fe (Nuevo México), donde ella y Hackman vivían; la pareja también eran socios comerciales en un restaurante asiático local.
Fue encontrada muerta junto con su esposo en su casa en Santa Fe el 26 de febrero de 2025. Esto condujo a una investigación que demostró que ella murió de síndrome pulmonar por hantavirus alrededor del 12 de febrero, aproximadamente una semana antes que Hackman.

## Biografía
Betsy Machiko Arakawa nació el 15 de diciembre de 1959, se crio en Honolulu, Hawái, y era de ascendencia japonesa. Hija única, fue criada por su madre, una mujer de negocios. Asistió a la escuela primaria Kahala y a la Punahou School, la misma escuela privada que Barack Obama. Cuando era niña, estudió piano con Ellen Masaki y actuó en el Honolulu International Center Concert Hall a los once años, donde interpretó el movimiento final del Concierto para teclado en sol mayor de Joseph Haydn junto a la Orquesta Sinfónica de Honolulu. Estudió ciencias sociales y comunicación en la Universidad del Sur de California de 1981 a 1983. Posteriormente completó una maestría en artes liberales en St. John's College en Santa Fe, Nuevo México. Durante las vacaciones de verano, trabajó como animadora de Los Angeles Aztecs, un equipo de fútbol profesional, y trabajó para el programa de televisión Card Sharks como asistente de producción.
Conoció a Gene Hackman en la década de 1980 mientras trabajaba a tiempo parcial en un gimnasio de Los Ángeles, cuando él olvidó su tarjeta de miembro y ella se negó a dejarlo entrar.  En 1989, actuó en el Centro Geriátrico Altenheim en Forest Park (Illinois), que apareció como un hogar de ancianos en una de las películas que Hackman protagonizó, The Package. Arakawa y Hackman adquirieron una propiedad en Old Sunset Trail, una zona residencial en las montañas de Santa Fe, Nuevo México. Allí, trabajaron con arquitectos para convertir un edificio de bloques de los años 50 en una casa «liviana y elevada», aprovechando una mezcla única de estilos coloniales y de pueblo local, y adquirieron muebles durante sus viajes. Su casa también tenía un estudio separado, que tenía los pianos de cola de Arakawa en un lado y el estudio de arte de Hackman en el otro. La casa apareció en la revista Architectural Digest en abril de 1990.

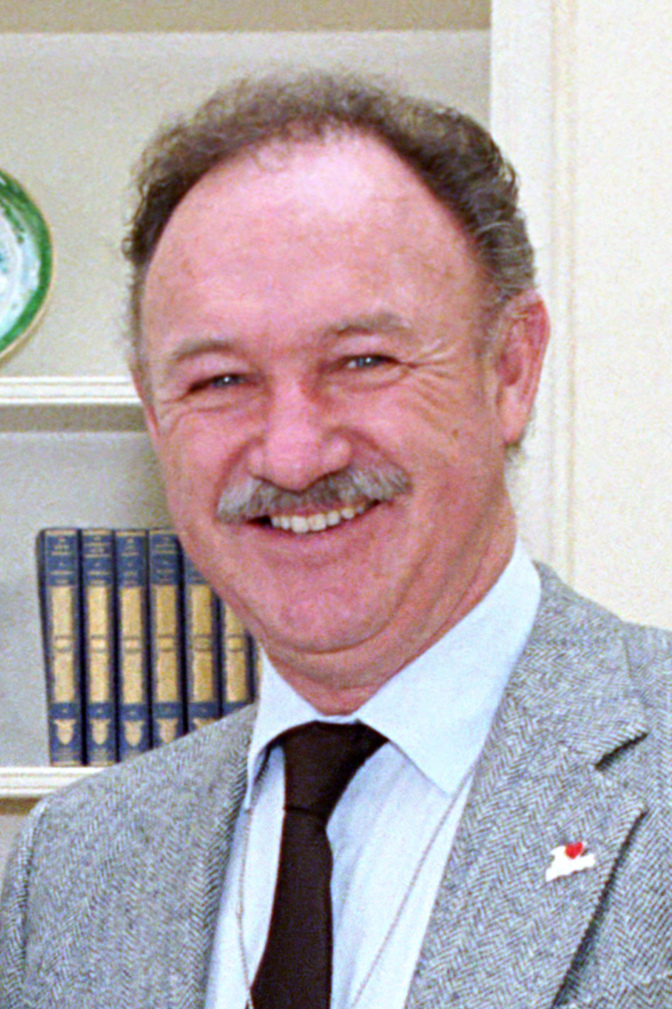
Arakawa se casó con el actor Gene Hackman en 1991.

Después de siete años de noviazgo, ella y Hackman se casaron el 1 de diciembre de 1991, a los 31 y 61 años respectivamente, después de lo cual ella dejó de actuar en conciertos. En sus últimos años de vida, Hackman escribió y publicó tres novelas históricas con el antropólogo Daniel Lenihan; Arakawa colaboró tipeando las notas manuscritas de Hackman, editándolas y proporcionándole comentarios. En los agradecimientos de la novela de 2004, Justice for None, los coautores le agradecieron por intervenir cuando sus desacuerdos se acaloraron. En 2001, Arakawa y su amiga íntima Barbara Lenihan cofundaron una tienda de ropa de cama y muebles para el hogar en Santa Fe llamada Pandora's, que dirigió hasta su muerte. Arakawa y Hackman también eran socios comerciales en un restaurante asiático local llamado Jinja, donde ella había ayudado con el menú.
En los últimos años de la vida de Hackman, Arakawa fue su única cuidadora; la pareja no contrató a ningún cuidador para que los ayudara. Su amigo Tom Allin le dijo a The New York Times: «Ella era muy protectora con él».  Ella manejaba su vida social, incluyendo partidas de golf y visitas de amigos, ya que Hackman aparentemente no usaba un teléfono móvil. Ella cuidó su dieta a la luz de su condición cardíaca, y fue vista mezclando agua con gas con su vino en la fiesta del 90 cumpleaños de un amigo en 2020.
Fue vista con vida por última vez en una CVS Pharmacy el 11 de febrero de 2025 y regresó a su urbanización cerrada a las 5:15 p. m.. El 12 de febrero de 2025, llamó a un médico, que dirige una clínica privada en Santa Fe, y concertó una cita para esa tarde, pero no se presentó. Murió en su casa poco tiempo después a causa del síndrome pulmonar por hantavirus, una enfermedad rara transmitida por roedores. Dos semanas más tarde, la seguridad del vecindario encontró a los Hackman y a uno de sus tres perros muertos en su casa después de que los trabajadores de mantenimiento los alertaran, preocupados porque la pareja no abriera la puerta; en la investigación posterior, sus muertes fueron tratadas inicialmente como sospechosas. La causa de la muerte de Arakawa fue anunciada en una conferencia de prensa el 7 de marzo de 2025 por los investigadores, quienes también anunciaron que ella había muerto aproximadamente una semana antes que su esposo, quien murió de una enfermedad cardíaca.